# Aurora (Nebraska)
Aurora é uma cidade localizada no estado americano de Nebraska, no Condado de Hamilton.

## Demografia
Segundo o censo americano de 2000, a sua população era de 4225 habitantes. 
Em 2006, foi estimada uma população de 4256, um aumento de 31 (0.7%).

## Geografia
De acordo com o United States Census Bureau tem uma área de 
4,9 km², dos quais 4,9 km² cobertos por terra e 0,0 km² cobertos por água.

## Localidades na vizinhança
O diagrama seguinte representa as localidades num raio de 20 km ao redor de Aurora. 